# 堤秋月
堤 秋月（つつみ しゅうげつ、生没年不詳）は江戸時代の堤派の絵師。

## 来歴
3代目堤等琳の門人であるといわれるが、2代目堤等琳の門人で三世を継いだという説もある。画姓として堤を称し、等船、後に秋月、さらに雪村と号す。文化から文政期に活躍しており、肉筆画や版画、摺物も僅かに残している。

## 作品
- 「立美人図」 絹本著色 1幅 93.3x33.3cm パリ装飾芸術図書館蔵 款記「堤秋月子筆」 エマニュエル・トロンコワ旧蔵[1]
- 「叶福助と女」 中判 錦絵
- 「茶摘」 摺物 堤一等、秋栄と合作
- 「大黒の植木売り（仮題）」 錦絵 文化1年（1804年） 「琳好斎秋月画」の落款、鶴屋金助版 千葉県立中央博物館所蔵